# Don Quijote de La Mancha (película de 1987)
Don Quijote de La Mancha (Don Quixote of La Mancha en inglés) es una película animada de 1987 dirigida por Geoff Collins. La trama se basa en la novela homónima de Miguel de Cervantes, cuya publicación comenzó en 1605, adaptada por Joel Kane. De 50 minutos de duración y con la voz de Robert Helpmann en el papel principal de Don Quijote, fue coproducida por Roz Phillips y Tim Brooke-Hunt para el estudio australiano Burbank Films Australia, y originalmente se emitió por televisión. Los másteres originales han pasado a ser del dominio público.

## Reparto
| Actor           | Personaje   |
| --------------- | ----------- |
| Robert Helpmann | Don Quijote |
| Chris Haywood   |             |
| Phillip Hinton  |             |
| Peter Kaye      |             |
| Jill McKay      |             |
| Keith Robinson  |             |